# 체이싱 매버릭스
《체이싱 매버릭스》(영어: Chasing Mavericks)는 미국에서 제작된 2012년 전기 드라마 영화이다. 커티스 핸슨과 마이클 앱티드가 공동 연출하였다. 조니 웨스턴, 제라드 버틀러, 엘리자베스 슈 등이 출연하였고, 마크 존슨 등이 제작에 참여하였다.
이 영화는 2016년 사망한 핸슨 감독의 마지막 연출작이다.

## 출연
- 조니 웨스턴
- 제라드 버틀러
- 엘리자베스 슈
- 애비게일 스펜서
- 레븐 램빈
- 데빈 크리턴든
- 테일러 핸들리
- 쿠퍼 팀버라인
- 키건 부스
- 할리 그레이엄
- 스콧 이스트우드
- 채넌 로

## 기타 제작진
- 배역: 니나 헤닝어, 비너스 카나니, 메리 버뉴
- 미술: 아이다 랜덤
- 의상: 소피 카보넬